# 努庫費陶環礁
努庫費陶環礁是南太平洋島國圖瓦盧的環礁，位於瓦伊圖普西南約57公里，由33個島嶼組成，長14公里、寬10公里，土地面積3.1平方公里，2002年人口586。